# 鎌田祐太郎
鎌田 祐太郎（かまだ ゆうたろう、1987年10月31日 - ）は、日本のラグビー選手。

## プロフィール
- 宮崎県出身[1]。
- ポジションはロック(LO)。
- 身長 187cm、体重 106kg
- ニックネームはゆうたろう。
- 九州高校選抜に選ばれたことがある[2]。

## 来歴
2006年、延岡東高校卒業後、明治大学に入学する。
2009年、明治大学ラグビー部の副将に就任した。
2010年、明治大学卒業後、Honda Heatに加入。同年10月24日に行われたトップウェストA第3節のレッドエボリューションズ戦に先発出場で公式戦初出場を果たした。
2019年、Honda Heatを退団した。